# Benralizumab
Il benralizumab è un anticorpo monoclonale di tipo murino prodotto dalla MedImmune per il trattamento dell'asma. Esso agisce contro la catena alfa del recettore dell'interleuchina 5 (CD125).